# The Dutiful Dub
The Dutiful Dub é um filme mudo do gênero comédia produzido nos Estados Unidos em 1919, dirigido por Alfred J. Goulding e com atuação de Harold Lloyd.